# Calibelemnon symmetricum
Calibelemnon symmetricum är en korallart som beskrevs av Nutting 1908. Calibelemnon symmetricum ingår i släktet Calibelemnon och familjen Chunellidae. Inga underarter finns listade i Catalogue of Life.